# Viviano L. Villareal
Viviano L. Villareal (San Nicolás Hidalgo, Nuevo León, 2 de diciembre de 1838 - Monterrey, Nuevo León, 21 de marzo de 1938) fue un abogado y político mexicano que fue gobernador de Nuevo León en dos ocasiones.

## Origen y primeros años
Nació en la villa de San Nicolás Hidalgo, Nuevo León, el 2 de diciembre de 1838, siendo hijo de Lázaro Villareal y Gutiérrez (de Lara) y de María de la Asunción González y Gutiérrez. Fue hermano de Delfina, Melchor, Dolores, Luciano y Felícitos Villareal.  
Realizó sus primeros estudios en su ciudad natal, y fue en 1852, a los 14 años de edad, cuando se marchó a Monterrey para continuar sus estudios en el seminario de la ciudad, más tarde realizando estudios de derecho en la Escuela de Jurisprudencia, donde el 20 de agosto de 1862 obtuvo el título de abogado. 

## Carrera política
Fue juez de letras de lo civil en 1866, durante el gobierno de Manuel Z. Gómez, y más tarde, en 1867, fue Diputado del Congreso local, aunque solamente cubrió el primer período de sesiones.
Siendo Secretario General de Gobierno durante la administración de Jerónimo Treviño, el licenciado Villarreal lo acompañó en las acciones ocurridas en el Plan de la Noria. Asistió a las batallas de la Bufa, Charco Escondido y San Bernabé, así como en la persecución del grupo rebelde capitaneado por Cenobio Díaz.
Hacia 1877, Villareal, siendo senador, fue comisionado para atender asuntos bilaterales con Estados Unidos ante el general Ord. Dos años después fue elegido Gobernador de Nuevo León y tomó posesión del cargo el 4 de octubre de 1879, recibiendo el cargo de manos del licenciado Genaro Garza García.

## Primer período de gobierno
Durante su administración, Villareal se apegó a un riguroso presupuesto, lo que le permitió sanear las finanzas e impulsar las actividades productivas y comerciales de la entidad. En apoyo a estas tareas, estableció una escuela de artes y oficios y otra de agrimensura; asimismo promovió la realización de la primera exposición industrial en el estado. 

### La primera exposición industrial
En 1880 se exhibieron 416 objetos diversos por 115 expositores, alcanzando 80 de éstos a ser premiados, algunos con medallas de oro, como el infatigable industrial D. Pedro P. Quintanilla, por sus fábricas de almidón, maicenas, seda y cerillos; D. Valentín Rivero, por las telas elaboradas en "El Porvenir"; los señores Madero Cía., por sus driles crudos; D. Carlos Hesselbart, por sus bien acabados sombreros; D. Francisco Garza Quintanilla, por sus molinos de bronce, para caña; la Srita. Aurelia Villaseñor, por un cuadro alegórico bordado en seda, copia de una litografía; el Sr. José J. Montiel por un cuadro al óleo, representando la expiración de Cristo, etc. Esta exposición se verificó en el Colegio Civil.

### Visita a los municipios del Estado
El gobernador Villarreal procuró siempre conocer de cerca los problemas y para ello visitaba constantemente los municipios de la entidad, pues otra de las preocupaciones del gobernador fue visitar todos los pueblos del Estado para cumplir así el mandato constitucional que lo obligaba a conocer sus necesidades, remediar sus males y prevenir sus mejoras. Nadie antes lo había hecho, pues era y sigue siendo inveterada costumbre dedicar atención y esfuerzo oficiales solamente a Monterrey y dejar en completo abandono a los demás municipios. Esto aconteció en el año de 1881.
Al concluir su bienio, el 4 de octubre de 1881, entregó el gobierno al licenciado Genaro Garza García, no sin antes haber participado en la instalación del telégrafo en Nuevo León.
Villarreal fue catedrático del 4° año de jurisprudencia y presidente de la comisión que en 1883 estudió los límites entre Nuevo León y Coahuila.

## Segundo período de gobierno
Treinta años después, al iniciarse la Revolución, Villareal -que simpatizaba con Madero por razones tanto políticas como afectivas- fue elegido gobernador para el período 1911 - 1915. Sin embargo, el 22 de febrero de 1913, se vio presionado a renunciar a raíz del golpe usurpador del general Victoriano Huerta y del asesinato de su sobrino Francisco, siendo reemplazado en el cargo por el general Jerónimo Treviño.

## Muerte
El licenciado Viviano L. Villareal murió en Monterrey el 21 de marzo de 1938, a escasos meses de cumplir 100 años. Fue sepultado en el Panteón del Carmen. Su esposa Carolina murió en la misma ciudad el 30 de enero del año siguiente.

## Matrimonio y familia
En 1874, Villarreal contrajo matrimonio en Parras, Coahuila, con Carolina Madero Hernández, hija de Evaristo Madero Elizondo, gobernador de Coahuila, y de su primera esposa, Rafaela Hernández Lombraña (media-hermana de Antonio V. Hernández). Asimismo, su hermano Melchor Villareal contrajo matrimonio con Victoriana Madero Hernández, hermana de Carolina. Hermano de ambas fue Francisco Madero Hernández, padre de Francisco I. Madero, presidente de México. Fueron padres de:
- Carolina Villareal Madero (1876-1948). Casó con su primo-hermano Gustavo A. Madero González (1875-1913).
- María Teresa Villareal Madero (1877-1950). Casó con Domingo Valdés Llano.
- Viviano Villareal Madero (1878-1878).
- José Villareal Madero (1880-1880).
- Elena Villareal Madero (1880-1880).
- Elena Villareal Madero (1881-1948). Casó con Rafael Silva.

Entre sus descendientes se encuentran, Alfonso Romo Garza, Viviano L. Valdés, Mariana Rodríguez Cantú, entre otros.